# Samba Yaya Fall
Pour les articles homonymes, voir Fall.
Samba Yaya Fall ou Amary Ngoné II est un Damel (souverain) du Cayor, un royaume pré-colonial situé à l'ouest de l'actuel Sénégal.
Le 16 janvier 1883 les autorités coloniales le nomment damel du Cayor sous le nom de Amary Ngooné Fal II, mais il ne parvient pas à s'imposer.  Il est finalement destitué à son tour et Samba Laobé Fall est nommé Damel le 22 août 1883. En 1888, le Damel Samba Yaya s'est jeté dans le fleuve Sénégal depuis le pont Faidherbe. 